# 임세원
임세원(1971년 8월 1일 ~ 2018년 12월 31일)은 대한민국의 정신건강의학과 전문의 겸 의과대학 교수였다. 2018년 12월 31일 재직중이던 강북삼성병원에서 자신이 담당하던 환자 박모씨에게 피살되었다. 범인 박모씨는 조울증을 앓고 있었다.
임세원 교수는 진료 예약 없이 당일 접수로 온 박 모 씨를 배려하는 마음으로 진료를 수락했다가 이런 일을 당했으며 박 모 씨를 피해 뛰쳐나와 대피하려던 중 카운터에 있는 간호사 및 의료진들에게도 대피 지시를 하느라 주춤하였다가 변을 당한 것으로 알려져 또 한 번 안타까움을 샀다. 그러나 이러한 행동에도 처음에는 의사자로 인정되지 못하였다.
피해자 임씨는 주변에 있는 간호사들에 피하라는 지시를 하기 위해 피난 구역에서 나왔다가 범인 박모씨에 의해 살해됐기에 그에 대한 의사상자 지정 요구가 있었으나, 2019년 6월 보건복지부 의사상자심의위원회는 이를 인정하지 않았다. 이에 유족들이 의사자 인정에 대한 소송을 냈고, 서울행정법원 행정14부는 2020년 9월 10일 원고(임세원 유족들) 승소 판결을 내렸다.

## 경력
- 고려대학교 안암병원 정신과 임상조교수
- 성균관대학교 의과대학 정신건강의학과 교수
- 강북삼성병원 정신건강의학과 의사
- 강북삼성병원 기업정신건강연구소 부소장
- 대한불안의학회 간행이사
- 한국자살예방협회 프로그램개발 및 교육위원회 위원장

## 학력
- 1987년 ~ 1990년: 충남고등학교 졸업
- 1990년 ~ 1996년: 고려대학교 의과대학 의학 학사
- 2005년 ~ 2009년: 고려대학교 의과대학원 의학 박사

## 저서
- 『죽고 싶은 사람은 없다』 ISBN 9788952776105 (2016년 5월 20일)

## 영향
대한정신건강재단 고 임세원 교수 추모사업위원회에서는 정신건강의학과 환자들이 편견과 차별 없이 쉽게 치료와 지원을 받는 사회를 만들기 위해 헌신한 개인 또는 단체를 선정하여 시상한다.

### 임세원상 수상자
- 1회 (2021): 권순정 (공군본부 자살예방교관)[4]
- 2회 (2022): 조순득 (대한정신장애인가족협회 회장)[5]
- 3회 (2023): 김혜민 (YTN라디오 PD)[6]
- 4회 (2024): 비영리단체 멘탈헬스코리아[7]

## 같이 보기
- 강북삼성병원 정신과 의사 살인 사건